# Trastuzumab emtansina
El trastuzumab emtansina, también denominado  trastuzumab-DM1, trastuzumab-MCC-DM1 o simplemente T-DM1, y comercializado con la marca Kadcyla, es un fármaco inmunoconjugado indicado para el tratamiento de ciertos pacientes adultos con cáncer de mama. Está compuesto por un anticuerpo monoclonal, el trastuzumab, enlazado químicamente a un agente citotóxico, la emtansina. 
Este fármaco se emplea para el tratamiento del cáncer de mama localmente avanzado e irresecable, o con metástasis a distancia, únicamente en el caso de que el tumor exprese el receptor HER2. Entre el 15 y el 25% de los cánceres de mama presentan cantidades elevadas de este receptor en la superficie de las células malignas. 
Un ensayo clínico realizado con este fármaco demostró que mejora la supervivencia, si se compara con el tratamiento estándar que se aplica a enfermos de estas características, consistente en la asociación de capecitabina y lapatinib, aunque su efecto no es curativo, puesto que únicamente alarga el periodo sin síntomas.